# Nyayo House
Nyayo House är en 80 meter hög, orange skyskrapa i centrala Nairobi, Kenya, där imimgrations- och passmyndigheterna har sina kontor.
Huset är känt för att under Daniel Arap Mois diktatur i Kenya ha hyst polisens tortyrkammare. På senare år har byggnaden rustats upp, och många rum från tiden som tortyrcentrum har renoverats. Bland annat har hissen som gick från förhörsrummet till en ljudisolerad plåtbunker i källaren tagits bort. Det har i sin tur lett till debatt om vikten av att bevara och minnas institutioner från Moi-eran.